# Kocasinan
Kocasinan ist eine Stadtgemeinde (Belediye) im gleichnamigen Ilçe (Landkreis) der Provinz Kayseri in der türkischen Region Zentralanatolien und zugleich ein Stadtbezirk der 1988 gebildeten Büyükşehir belediyesi Kayseri (Großstadtgemeinde/Metropolprovinz). Seit der Gebietsreform ab 2013 ist die Gemeinde flächen- und einwohnermäßig identisch mit dem Landkreis.
Der Landkreis/Stadtbezirk liegt im Nordwesten der Provinz. Er grenzt im Norden an die Provinz Yozgat und an Felahiye, im Osten an Özvatan und Bünyan, im Süden an Melikgazi und İncesu und im Westen an die Provinz Nevşehir. Im Landkreis treffen die beiden Fernstraßen D-260 und D-300 aufeinander. Erstere verbindet Ankara über Kayseri mit Sivas, letztere kommt von Izmir an der Westküste und führt weiter bis Van im Osten des Landes. Eine Eisenbahnstrecke erreicht den Kreis von Ankara kommend im Nordwesten, durchquert die Stadt und verlässt den Landkreis im Osten in Richtung Sivas. Im Norden durchfließt der Kızılırmak den Landkreis, der hier zum Yamula Barajı aufgestaut ist. Im nördlichen Stadtgebiet von Kayseri liegt der Flughafen Kayseri.
Im Osten des Landkreises liegt die archäologische Fundstätte von Kültepe, das hethitische Kaniš. Im Südwesten des Bezirks beim Ort Beydeğirmeni überquert die seldschukische Tekgöz-Brücke den Kızılırmak.
Auf der Grundlage des Gesetzes 3508 vom 7. Dezember 1988 wurde der zentrale Landkreis der Provinzhauptstadt (Merkez Ilçe) in zwei Kreise geteilt. Dabei wurde aus dem Nordteil der Kreis Kocasinan gebildet. Die 37 Mahalle der Provinzhauptstadt bilden nun die neue namensgebende Belediye. Außerdem wurden 43 Dörfer und fünf Belediye (Amarat, Erkilet, Himmetdede, Kuşcu und Yemliha) dem neuen Kreis zugewiesen. Das Dorf Cirkalan wurde aufgelöst und als ein Mahalle (Ortsteile/Stadtviertel) der Belediye Kocasinan hinzugefügt.
Der Landrat nahm am 11. September 1989 seine Tätigkeit auf.
(Bis) Ende 2012 bestand der Landkreis neben der Kreisstadt aus den vier Stadtgemeinden Amarat, Düver, Himmetdede und Yemliha und 25 Dörfern (Köy) in zwei Bucaks, die während der Verwaltungsreform ab 2013 in Mahalle (Stadtviertel/Ortsteile) überführt wurden. Die 86 bestehenden Mahalle der Kreisstadt blieben unverändert erhalten, während die Mahalle der anderen vier Belediye vereint und zu je einem Mahalle reduziert wurden. Durch Herabstufung dieser Belediye und der Dörfer zu Mahalle stieg deren Zahl auf 115 an. Ihnen steht ein Muhtar als oberster Beamter vor.
Ende 2020 lebten durchschnittlich 4.309 Menschen in jeder dieser (noch) 93 Mahalle. Die bevölkerungsreichsten davon sind:
- Mimarsinan (20.963)
- Fevzi Çakmak (19.507)
- Beyazşehir (17.689)
- Barbaros (17.538)
- Sahabiye (17.350)
- Osmangazi (16.505)
- Erciyesevler (15.033)
- Mithatpaşa (14.913)
- Ertuğrul Gazi (14.529)
- Turgut Reis (14.522)
- Ziyagökalp (13.848)
- Mevlana (12.091)
- Yenidoğan (11.381)
- Yenişehir (11.310)
- Yavuzlar (10.839)
- Yakut (10.699)
- Argıncık (10.371 Einw.)

## Persönlichkeiten
- Mehmet Bezircioğlu (* 1992), Fußballspieler
- Emre Öztürk (* 1992), Fußballspieler
- Yusuf Balcıoğlu (* 1993), Fußballtorhüter
- Mehmet Nayir (* 1993), Fußballspieler
- Tayyib Kanarya (* 1995), Fußballspieler
- Mehmet Seçme (* 1996), Fußballspieler
- Doğan Alemdar (* 2002), Fußballtorhüter
- Eray Özbek (* 2003), Fußballspieler
- Emre Gökay (* 2006), Fußballspieler